# Ľubomír Mihok
Ľubomír Mihok (18. ledna 1965 Trstená) je bývalý slovenský fotbalista, obránce.

## Fotbalová kariéra
V československé a české lize hrál za Plastiku Nitra a FK Dukla Praha. Nastoupil ve 166 utkáních a dal 3 góly.

## Ligová bilance
| Ročník                                   | Zápasy | Góly | Klub           |
| ---------------------------------------- | ------ | ---- | -------------- |
| 1. československá fotbalová liga 1986/87 | 16     | 1    | Plastika Nitra |
| 1. československá fotbalová liga 1987/88 | 30     | 1    | Plastika Nitra |
| 1. československá fotbalová liga 1988/89 | 29     | 0    | Plastika Nitra |
| 1. československá fotbalová liga 1989/90 | 22     | 1    | Plastika Nitra |
| 1. československá fotbalová liga 1990/91 | 23     | 0    | Plastika Nitra |
| 1. československá fotbalová liga 1992/93 | 22     | 0    | FK Dukla Praha |
| 1. česká fotbalová liga 1993/94          | 14     | 0    | FK Dukla Praha |
| LIGA CELKEM                              | 156    | 3    |                |